# (166748) Timrayschneider
(166748) Timrayschneider est un astéroïde de la ceinture principale.

## Description
(166748) Timrayschneider est un astéroïde de la ceinture principale. Il fut découvert le 5 octobre 2002 à l'observatoire d'Apache Point par le programme Sloan Digital Sky Survey. Il présente une orbite caractérisée par un demi-grand axe de 2,85 UA, une excentricité de 0,06 et une inclinaison de 1,2° par rapport à l'écliptique.
L'objet est nommé d'après Donald Schneider précise le JPL, bien que les noms Tim et Ray sont ceux de ses fils. 

## Compléments